# لزلی تامپسون
لزلی تامپسون (انگلیسی: Lesley Thompson؛ زادهٔ ۲۰ سپتامبر ۱۹۵۹) قایقران روئینگ اهل کانادا بود.